# Phtheochroa noctivaga
Phtheochroa noctivaga (лат.) — вид бабочек-листовёрток рода Phtheochroa из подсемейства Tortricinae.

## Распространение
Мексика: Nuevo Leon, Pueblo.

## Описание
Размах крыльев 18—22 мм. Основная окраска головы, груди и передних крыльев землистая серовато-коричневая. Ункус мужских гениталий очень короткий. Вентро-терминальный выступ эдеагуса асимметричный. Стеригма женских гениталий узкая. Все жилки переднего крыла раздельные. В заднем крыле жилки R и M1 отходят раздельно. Вальва гениталий самцов длинная с дистальным отростком; эдеагус прямой, простой формы; ункус развит. Бабочки наблюдались в сентябре и октябре. Впервые вид был описан в 1984 году под первоначальным названием Trachysmia noctivaga Razowski, 1984. Валидность видового статуса была подтверждена в 1994 году в ходе ревизии неотропических представителей рода, проведённой польским лепидоптерологом Йозефом Разовским (Józef Razowski; Institute of Systematics and Evolution of Animals, Polska Akademia Nauk, Краков, Польша)